# Sentheim
Sentheim [sɛntaim]  est une commune française de l'aire urbaine de Mulhouse située dans la circonscription administrative du Haut-Rhin et, depuis le 1er janvier 2021, dans le territoire de la Collectivité européenne d'Alsace, en région Grand Est.
Cette commune se trouve dans la région historique et culturelle d'Alsace.

## Géographie

### Situation
Masevaux est à 5,5 km, Thann à 10,5 km. Belfort, par Burnhaupt et la D 483, est à 32 km. Sentheim est reliée par notamment l'A36 à Mulhouse, à 26 km, depuis le point d'entrée/sortie situé à 9 km.
C'est une des 188 communes du parc naturel régional des Ballons des Vosges (P.N.R.B.V.).

### Communes limitrophes
| Masevaux-Niederbruck | Bourbach-le-Bas | Roderen    |
| Lauw                 | Sentheim        | Guewenheim |
| Mortzwiller          | Soppe-le-Haut   |            |

### Géologie
Le territoire communal repose sur le bassin houiller stéphanien sous-vosgien, du charbon est extrait vers 1809.

### Hydrographie

#### Réseau hydrographique
La commune est dans le bassin versant du Rhin au sein du bassin Rhin-Meuse. Elle est drainée par la Doller, le Bourbach et le Hahnebach,,.
La Doller, d'une longueur de 46 km, prend sa source dans la commune de Dolleren et se jette  dans l'Ill à Mulhouse, après avoir traversé 17 communes. 

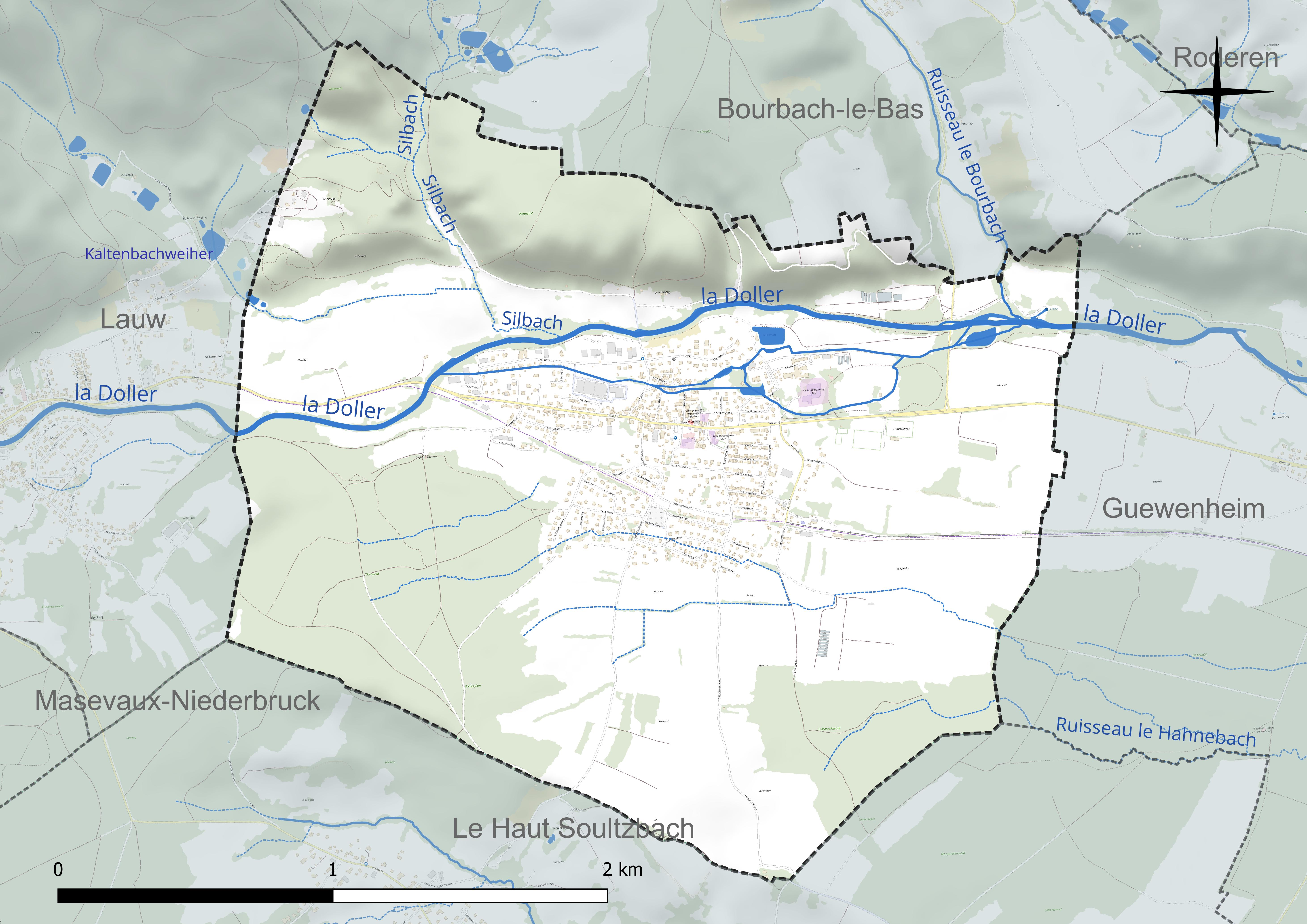
Réseau hydrographique de Sentheim.

#### Gestion et qualité des eaux
Le territoire communal est couvert par le schéma d'aménagement et de gestion des eaux (SAGE) « Doller ». Ce document de planification concerne le bassin versant de la Doller dont le territoire s’étend sur 280 km2. Il a été approuvé le 15 janvier 2020. La structure porteuse de l'élaboration et de la mise en œuvre est le syndicat mixte « Rivières de Haute-Alsace ». 
La qualité des cours d’eau peut être consultée sur un site dédié géré par les agences de l’eau et l’Agence française pour la biodiversité. 

### Climat
Pour des articles plus généraux, voir Climat du Grand Est et Climat du Haut-Rhin.
En 2010, le climat de la commune est de type climat des marges montargnardes, selon une étude du Centre national de la recherche scientifique s'appuyant sur une série de données couvrant la période 1971-2000. En 2020, Météo-France publie une typologie des climats de la France métropolitaine dans laquelle la commune est exposée à un climat semi-continental et est dans la région climatique  Vosges, caractérisée par une pluviométrie très élevée (1 500 à 2 000 mm/an) en toutes saisons et un hiver rude (moins de 1 °C). 
Pour la période 1971-2000, la température annuelle moyenne est de 9,8 °C, avec une amplitude thermique annuelle de 17,3 °C. Le cumul annuel moyen de précipitations est de 961 mm, avec 10,3 jours de précipitations en janvier et 10,2 jours en juillet. Pour la période 1991-2020, la température moyenne annuelle observée sur la station météorologique de Météo-France la plus proche, « Felon_sapc », sur la commune de Felon à 8 km à vol d'oiseau, est de 10,3 °C et le cumul annuel moyen de précipitations est de 1 056,1 mm. 
La température maximale relevée sur cette station est de 38 °C, atteinte le 7 août 2015 ; la température minimale est de −19,3 °C, atteinte le 20 décembre 2009,,. 
Les paramètres climatiques de la commune ont été estimés pour le milieu du siècle (2041-2070) selon différents scénarios d'émission de gaz à effet de serre à partir des nouvelles projections climatiques de référence DRIAS-2020. Ils sont consultables sur un site dédié publié par Météo-France en novembre 2022.

## Urbanisme

### Typologie
Au 1er janvier 2024, Sentheim est catégorisée bourg rural, selon la nouvelle grille communale de densité à sept niveaux définie par l'Insee en 2022.
Elle est située hors unité urbaine. Par ailleurs la commune fait partie de l'aire d'attraction de Mulhouse, dont elle est une commune de la couronne,. Cette aire, qui regroupe 132 communes, est catégorisée dans les aires de 200 000 à moins de 700 000 habitants,.

### Occupation des sols
L'occupation des sols de la commune, telle qu'elle ressort de la base de données européenne d’occupation biophysique des sols Corine Land Cover (CLC), est marquée par l'importance des territoires agricoles (50,5 % en 2018), en diminution par rapport à 1990 (54,9 %). La répartition détaillée en 2018 est la suivante : 
forêts (35 %), terres arables (24,4 %), prairies (21,3 %), zones urbanisées (14,5 %), zones agricoles hétérogènes (4,8 %). L'évolution de l’occupation des sols de la commune et de ses infrastructures peut être observée sur les différentes représentations cartographiques du territoire : la carte de Cassini (XVIIIe siècle), la carte d'état-major (1820-1866) et les cartes ou photos aériennes de l'IGN pour la période actuelle (1950 à aujourd'hui).

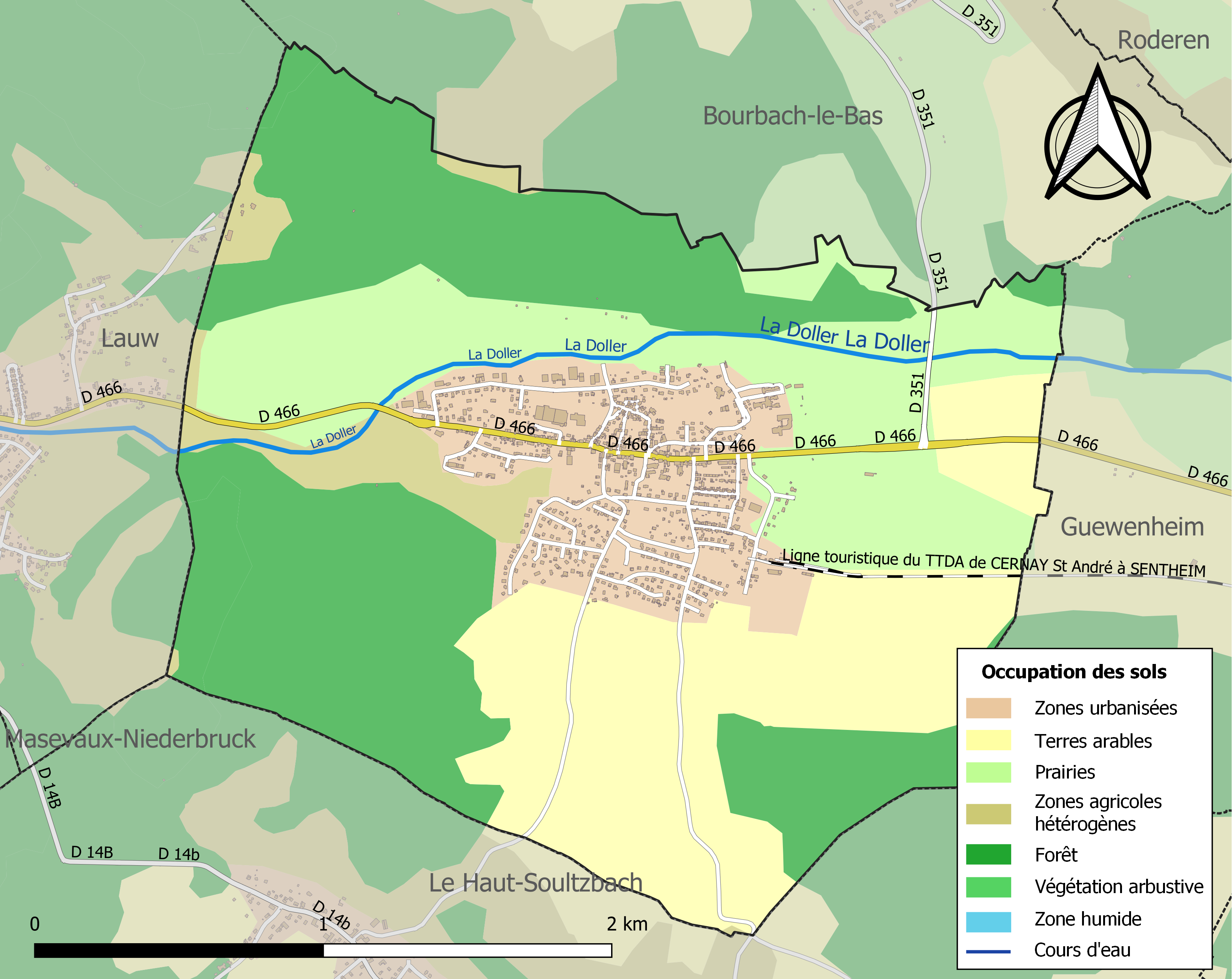
Carte des infrastructures et de l'occupation des sols de la commune en 2018 (CLC).

## Histoire
Le nom du village, Senten, apparaît pour la première fois en 1302.
La commune est titulaire du Label "Village Cigognes d'Alsace", développé par l’ Association pour la Protection de la faune sauvage et de la Réintroduction des Cigognes en Alsace et en Lorraine (APRECIAL).
Elle a été décorée le 30 janvier 1923 de la croix de guerre 1914-1918.

### Héraldique
| Blason de Sentheim | Les armes de Sentheim se blasonnent ainsi : « D'azur au four à chaux d'argent couvert de gueules à la nuée d'argent mouvante vers l'angle dextre du chef, le tout sur une terrasse de gueules. » |

## Économie
Le village abrite le siège social du constructeur automobile Dangel.
La majorité de la population active travaille dans la région de Mulhouse, le village est donc considéré comme une commune dortoir.

## Politique et administration

### Budget et fiscalité 2015

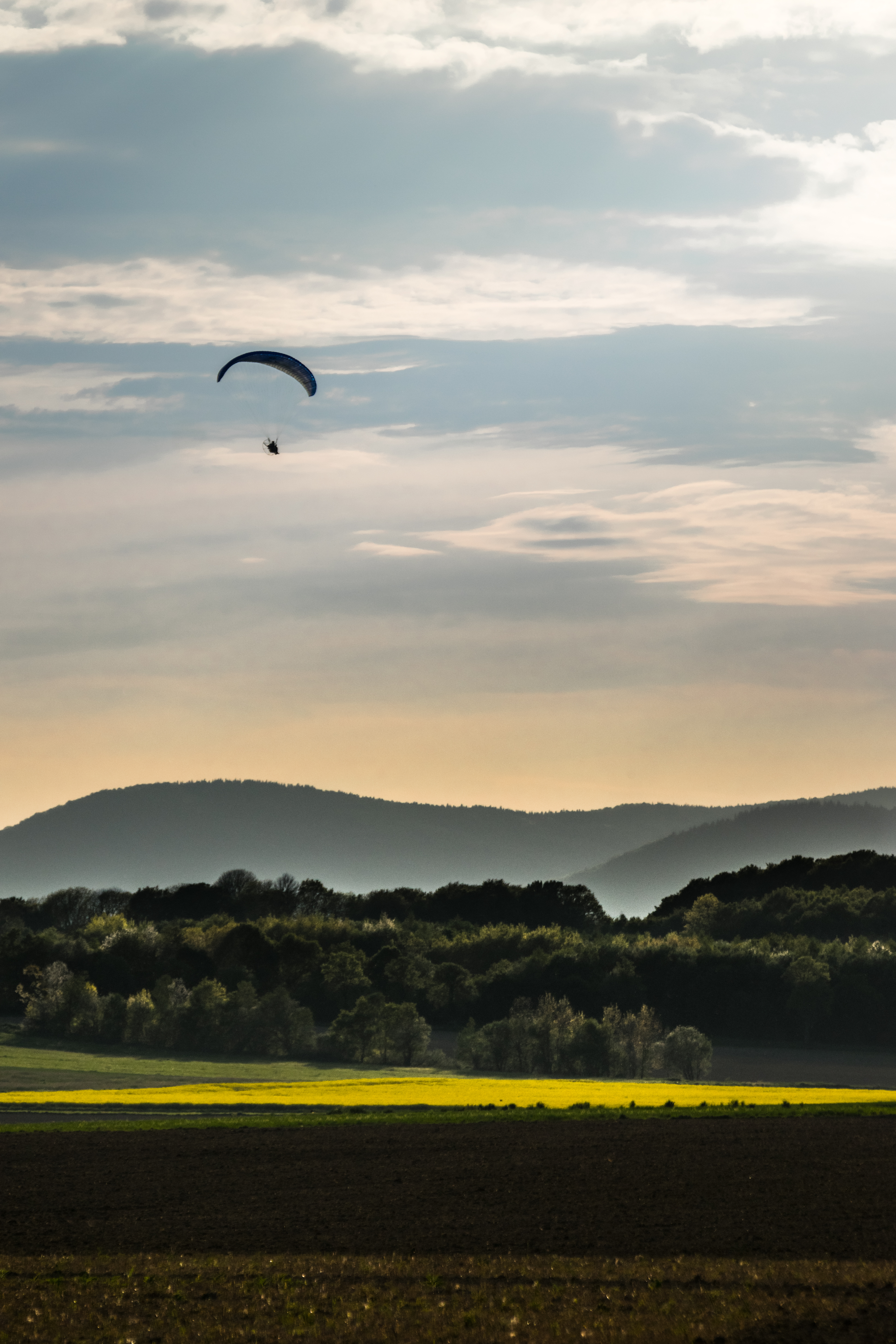
ULM survolant le sud de la chaîne de montagne des Vosges dans le Parc naturel régional des ballons des Vosges

En 2015, le budget de la commune était constitué ainsi :
- total des produits de fonctionnement : 895 000 €, soit 530 € par habitant ;
- total des charges de fonctionnement : 781 000 €, soit 463 € par habitant ;
- total des ressources d’investissement : 241 000 €, soit 143 € par habitant ;
- total des emplois d’investissement : 514 000 €, soit 304 € par habitant.
- endettement : 476 000 €, soit 282 € par habitant.

Avec les taux de fiscalité suivants :
- taxe d’habitation : 9,82 % ;
- taxe foncière sur les propriétés bâties : 9,46 % ;
- taxe foncière sur les propriétés non bâties : 56,05 % ;
- taxe additionnelle à la taxe foncière sur les propriétés non bâties : 50,60 % ;
- cotisation foncière des entreprises : 16,20 %.

### Liste des maires
| Période                                  | Période      | Identité            | Étiquette | Qualité                                                                         |
| ---------------------------------------- | ------------ | ------------------- | --------- | ------------------------------------------------------------------------------- |
| Les données manquantes sont à compléter. |              |                     |           |                                                                                 |
| 1944                                     | 1945         | Lucien Roth         |           |                                                                                 |
| 1945                                     | 1959         | Félix Facques       |           | Industriel                                                                      |
| 1959                                     | 1970 (décès) | Georges Arnitz      |           |                                                                                 |
| 1970                                     | mars 1971    | Charles Hostetter   |           |                                                                                 |
| mars 1971                                | mars 1983    | André Schuffenecker |           |                                                                                 |
| mars 1983                                | mars 1989    | Raymond Mattauer    |           | Professeur puis principal du collège                                            |
| mars 1989                                | mars 2008    | Guy Jordy           |           | Maire honoraire                                                                 |
| mars 2008                                | En cours     | Bernard Hirth       | UDI       | Professeur des écoles Président de l'Association des maires ruraux du Haut-Rhin |

## Démographie
L'évolution du nombre d'habitants est connue à travers les recensements de la population effectués dans la commune depuis 1793. Pour les communes de moins de 10 000 habitants, une enquête de recensement portant sur toute la population est réalisée tous les cinq ans, les populations de référence des années intermédiaires étant quant à elles estimées par interpolation ou extrapolation. Pour la commune, le premier recensement exhaustif entrant dans le cadre du nouveau dispositif a été réalisé en 2005.

En 2022, la commune comptait 1 534 habitants, en évolution de −3,4 % par rapport à 2016 (Haut-Rhin : +0,66 %, France hors Mayotte : +2,11 %).
| 1793 | 1800 | 1806 | 1821 | 1831 | 1836 | 1841  | 1846  | 1851  |
| ---- | ---- | ---- | ---- | ---- | ---- | ----- | ----- | ----- |
| 506  | 504  | 578  | 564  | 674  | 787  | 1 006 | 1 203 | 1 027 |

| 1856  | 1861  | 1866  | 1871  | 1875  | 1880  | 1885  | 1890  | 1895  |
| ----- | ----- | ----- | ----- | ----- | ----- | ----- | ----- | ----- |
| 1 115 | 1 347 | 1 260 | 1 322 | 1 240 | 1 254 | 1 341 | 1 293 | 1 253 |

| 1900  | 1905  | 1910  | 1921  | 1926  | 1931 | 1936 | 1946 | 1954 |
| ----- | ----- | ----- | ----- | ----- | ---- | ---- | ---- | ---- |
| 1 331 | 1 254 | 1 227 | 1 097 | 1 027 | 972  | 896  | 797  | 945  |

| 1962 | 1968  | 1975 | 1982  | 1990  | 1999  | 2005  | 2006  | 2010  |
| ---- | ----- | ---- | ----- | ----- | ----- | ----- | ----- | ----- |
| 936  | 1 018 | 927  | 1 042 | 1 162 | 1 378 | 1 477 | 1 478 | 1 596 |

| 2015  | 2020  | 2022  | - | - | - | - | - | - |
| ----- | ----- | ----- | - | - | - | - | - | - |
| 1 595 | 1 564 | 1 534 | - | - | - | - | - | - |

## Lieux et monuments
- L'église Saint-Georges[31],[32]

Son orgue de 1909.
Le presbytère,.
- Chapelle Sainte-Anne de 1889[36].
- Le chemin de croix du Rollenberg[37].
- Monument aux morts[38].

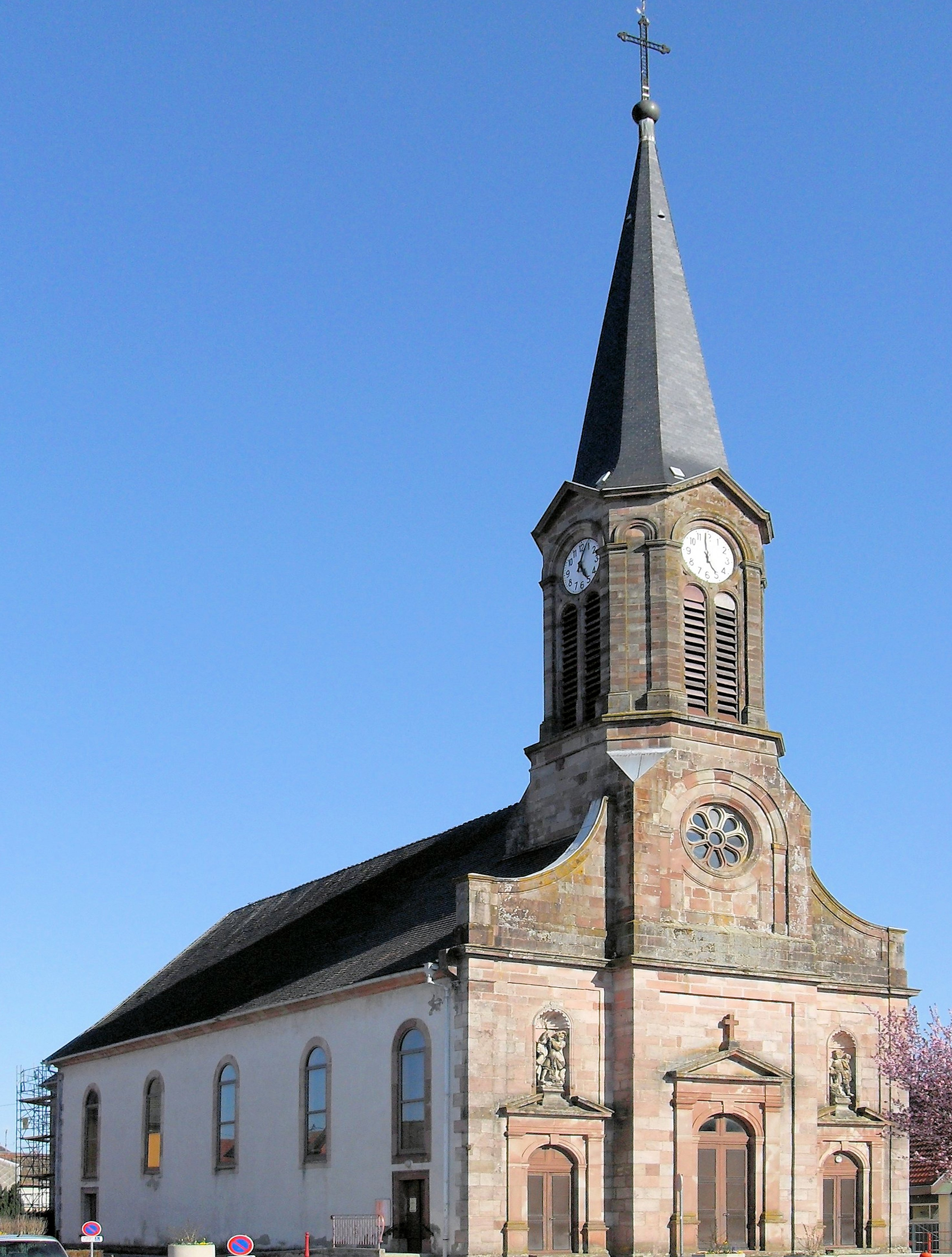
L'église Saint-Georges.

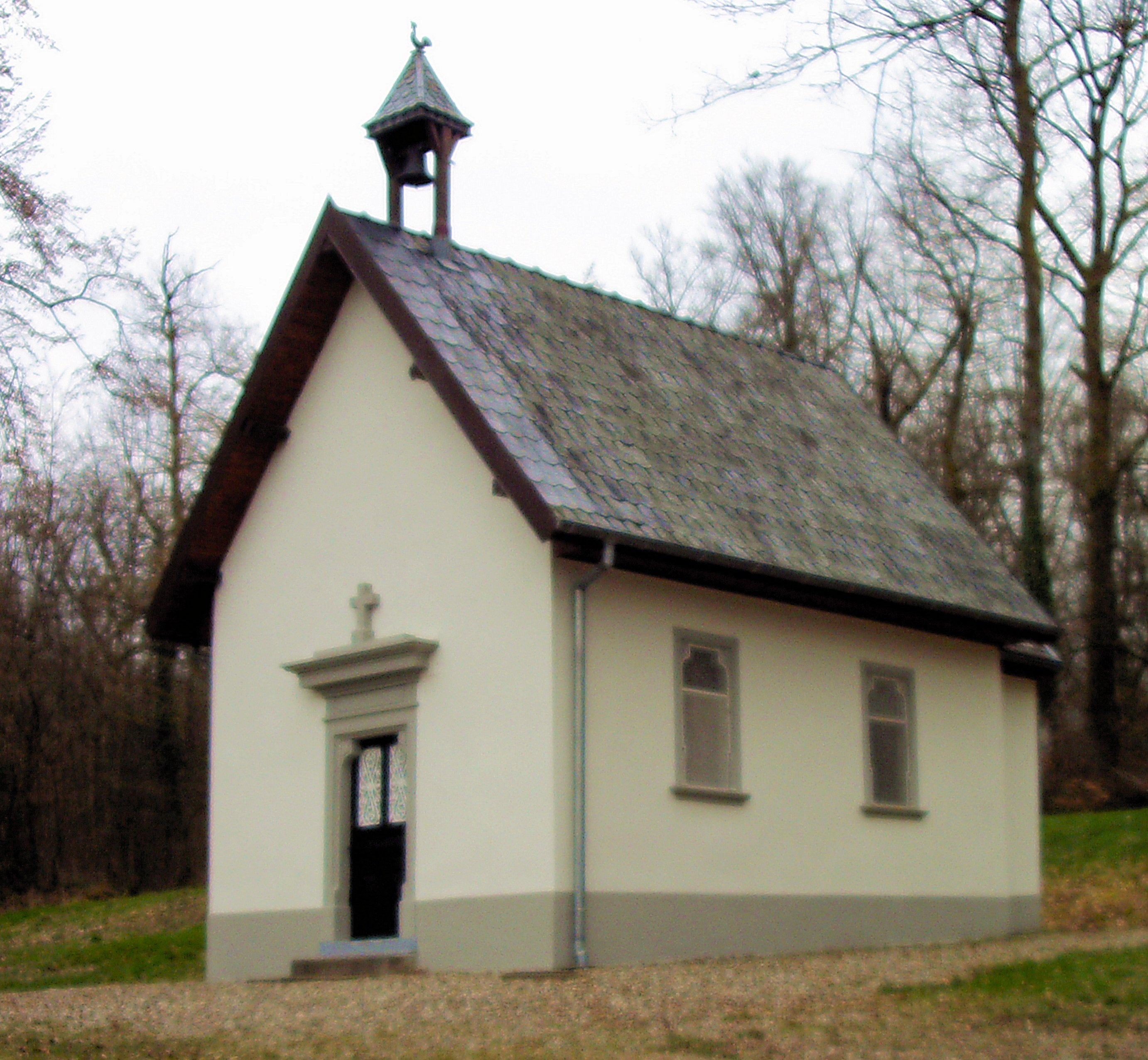
Chapelle Sainte-Anne.

- Maison d'industriel dite Villa Louis Bian, actuellement maison de repos[39],[40].

## Tourisme
- Maison de la géologie[41].
- Sentier géologique[42] : promenade à travers 380 millions d'années, du Carbonifère au Quaternaire récent.
- Circuit pédestre : Option 1 "D'un vallon à l'autre : entre la Doller et le Soultzbach (ruisseau)"
- Train Thur Doller Alsace, (Site Web) dans la vallée de la Doller de Cernay-St André Gares Cernay St-André et de Sentheim[43].

## Personnalités liées à la commune
- Agnès Acker, astrophysicienne, née en 1940 à Sentheim.
- Henry Dangel, fonde en 1980 la société Dangel, carrossier. L'entreprise, basée à Sentheim (Haut-Rhin), est spécialisée dans la modification en quatre roues motrices (4×4) de véhicules civils n'en possédant que deux à la base. Son premier véhicule préparé a été la Peugeot 504.

Les modifications consistent en l'installation d'un système quatre roues motrices, l'adjonction de différentiels arrière et/ou avant ou encore un rehaussement de la garde au sol.
Sont ainsi actuellement modifiés :
Citroën Berlingo (Berlingo 1,6 HDI Dangel Endurance, Performance, Extrême),
Peugeot Partner (Partner 1,6 HDI Dangel Endurance, Performance, Extrême),
Citroën Jumper,
Fiat Ducato,
Peugeot Boxer.
Par le passé, Dangel a également travaillé sur :
Peugeot 504,
Peugeot 505,
Citroën C15,
Citroën C25,
Peugeot J5,
et d'autres modèles qui sont restés à l'état de prototype :
Peugeot 205,
Peugeot 305,
Peugeot 306 salon de l'automobile de Paris 2002,
Peugeot 309,
Citroën Visa V6.
- Jean-Baptiste Donnet, chimiste, y est décédé 2014.
- Monique Bischoff, morte pour la France.
- Hélène de Francqueville d'Abancourt (1905-1944), aviatrice civile et militaire, morte en déportation, est née à Sentheim.